# Матвиенко, Иван Николаевич
Иван Николаевич Матвиенко (укр. Іван Миколайович Матвієнко; род. 11 марта 1945, Харьков) — советский футболист, защитник. Мастер спорта СССР.
Воспитанник футбольной школы «Авангард» Харьков. В 1963 году играл за дубль команды. Выступал за команды «Спартак»/«Салют» Белгород (1964—1965, 1974, класс «Б»/вторая лига), «Судостроитель» Николаев (1966—1967, вторая группа класса «А»), «Металлист» Харьков (1968—1970, 1972—1973, первая лига), СКА Ростов-на-Дону (1971, высшая лига).
Финалист Кубка СССР 1971.